# Саша Кападя
Саша Кападя (уродж. Олександр Долгополов, нар. 1994) — російська гумористка, стендап-комік.

## Біографія
Народилася 1994 року в місті Павловськ, Воронезька область. Вперше зацікавилася стендапом в школі, коли вивчаючи англійську мову звернула увагу на виступи американських коміків, таких як Джордж Карлін, Рорі Сковел, Стюарт Лі. З 2012 року навчалась у Воронезькому державному університеті, водночас почала виступати як стендапер під іменем «Олександр Долгополов». Через сварку з батьками так і не закінчила навчання, декілька років продовжувала виступати у Воронежі, після чого спонтанно переїхала до Москви.
Успіх прийшов до комікесси 2017 року після участі в інтернет-шоу «Порараз бирацца», що виходило на Ютуб-каналі Stand-Up Club#1. В програмі, яка була пародією на телевізійне шоу «Прожекторперісхілтон», Олександр Долгополов брав участь разом з трьома іншими коміками — Олексієм Квашонкіним, Ідраком Мірзалізаде та Гаріком Оганісяном, — обговорюючи останні новини та імпровізуючи. 2018 року пародист Ілля Шабельніков (Satyr) назвав її «найбільш недооціненим коміком Росії», а 2019 року у неї взяв інтерв'ю один з провідних російських інтернет-журналістів Юрій Дудь.
2020 року правоохоронні органи звернули увагу на діяльність артистки, її було звинувачено в образі почуттів вірян. Приводом став наступний жарт про Ісуса Христа: «Зважаючи на значення імені Богдан, я здивований, чому Ісуса не звуть Богдан. Якщо подумати, Ісус — це самий Богдан з усіх.» Дізнавшись про це, Кападя залишила країну і переїхала у Європу, але через декілька місяців повернулася до Росії, продовживши концертні виступи та запис YouTube-програм. 2021 року 26-річну артистку було включено до рейтингу «30 найперспективніших росіян до 30 років», створеного журналом «Форбс».
Після початку повномасштабного російського вторгнення в Україну 2022 року Кападя остаточно емігрувала з Росії. Спочатку жила в Тбілісі, потім переїхала до Естонії, а 2023 року оселилась в Берліні. 2024 року вийшов перший стендап-концерт Кападі англійською мовою.

## Особисте життя
До 2022 року артистка була відома під іменем «Олександр Долгополов». 2022 року зробила камінг-аут як небінарна особа із займенниками «вона» та «вони», та змінила ім'я на «Саша Кападя».
2017 року Кападя одружилася з іншою стендап-артисткою Майєю Чесноковою. Пара мала вільні стосунки й згодом вони стали жити втрьох з іншою дівчиною. 2019 року шлюб було розірвано. 

## Концерти
- 2018 — «Час шуток Александра Долгополова»
- 2019 — «Новый час шуток»
- 2020 — «Флорентинское чудо»
- 2023 — «Последний стендап»
- 2023 — «Концерт в Берлине»
- 2024 — My first stand-up in english!